# Marketing piramidale
Il marketing piramidale, o schema piramidale, è un particolare modello commerciale e di marketing non sostenibile, che implica lo scambio di denaro primariamente per arruolare nuovi soggetti nel modello, solitamente (ma non sempre) con lo scambio di beni o servizi. Man mano che il reclutamento procede diventa sempre più complicato trovare nuove reclute fino a quando non diventa rapidamente impossibile e la maggior parte dei membri non è in grado di trarre alcun profitto; in quanto tali, gli schemi piramidali sono insostenibili e spesso illegali. Gli schemi piramidali esistono da almeno un secolo in diverse forme. Alcuni piani di marketing multilivello sono stati classificati come schemi piramidali. Il sistema piramidale è solitamente caratterizzato da un investimento di entità variabile.
Il termine "piramidale" deriva dalla struttura formale in cui viene organizzata la vendita e nella quale la persona in cima alla piramide è la prima a vendere un bene o un servizio a un certo numero di persone, le quali si incaricano di introdurre altre persone nello schema a un livello successivo, con l'obiettivo di allargare la base della piramide sotto di sé in modo da ottenere guadagni corrispondenti ai volumi di vendite prodotti dalla propria struttura. A seconda di alcune specifiche e modalità di diffusione, lo schema individua diverse categorie.
La forma di pagamento di commissioni per il reclutamento di nuovi distributori ai distributori stessi, viene chiamata catena di Sant'Antonio. Anche se spesso confusi l'uno con l'altro, gli schemi piramidali e gli schemi di Ponzi sono diversi l'uno dall'altro ma sono collegati nel senso che entrambi sono forme analoghe di frode finanziaria basate sul reclutamento di un elevato numero di soggetti.

## Caratteristiche
Le principali caratteristiche sono:
- contratto: l'azienda vende al collaboratore il materiale formativo, pubblicitario e il prodotto dimostrativo;
- vendita: sistema basato sulla vendita di prodotti o servizi intangibili e/o scarsi;
- reclutamento: il sistema si basa sul reclutamento di nuove persone;
- turn over rapidissimo di iscrizioni e cancellazioni.

## Meccanica dei sistemi piramidali

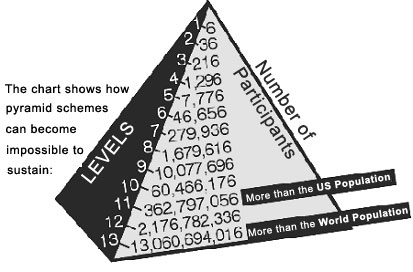
Esempio di collasso del sistema piramidale

Considerato un numero n di clienti/venditori al primo livello - i venditori scelti da chi inizia la catena - e ipotizzando che ogni venditore raggiunga un numero n di venditori/clienti diffondendo la merce (o il passaggio di denaro), il risultato è, a un qualunque livello p, un totale di {\displaystyle n^{p}} venditori/clienti.
Quanto sopra viene mostrato nella figura che dimostra l'insostenibilità del sistema, fatto che lo ha reso illegale in alcuni Paesi. Infatti, ipotizzando inizialmente un gruppo di sei clienti/venditori (n=6) per undici livelli (p=11), i soggetti interessati ammontano a oltre 300 milioni - più degli abitanti degli Stati Uniti - e aggiungendo altri due livelli (p=13) si raggiungono i 13 miliardi di individui, ovvero il doppio dell'intera popolazione mondiale al 2010.
L'inefficienza del sistema nell'esempio in questione farebbe percepire, dunque, quanto ampio sia il margine di guadagno per chi inizia l'attività e quanto poco circoli, invece, il denaro ai bassi livelli.
In seconda analisi si riscontrerebbero limiti strutturali:
- in una costruzione ideale, si esauriscono in pochi passaggi tutti i potenziali clienti: per quanto si tratti di beni di consumo talvolta meno specialistici (ad esempio un sapone particolare, o percepito come tale dagli acquirenti potenziali), l'offerta è destinata a surclassare la domanda in breve tempo;
- in una costruzione ideale, si esauriscono in pochi passaggi tutti i potenziali venditori: un numero amplissimo di agenti non riuscirà a raggiungere che una minima parte dei guadagni che il sistema teoricamente consente;
- la costruzione ideale non rispecchia la realtà dell'operatore medio: infatti si verifica tipicamente che pochi venditori riusciranno a reclutare il massimo degli agenti a disposizione, mentre solo una modesta parte di questi ultimi riusciranno a piazzare i volumi di merce necessari a raggiungere guadagni di rilievo; la clientela, inoltre, potrebbe non rivolgersi sempre a questa rete di vendita per l'acquisto di prodotti esclusivi, ma non per questo insostituibili.[6]

### Il modello a "otto palle"

Il modello a otto palle contiene un totale di quindici membri. Si noti che in progressione aritmetica 1 + 2 + 3 + 4 + 5 = 15. Lo schema piramidale nell'immagine al contrario è una progressione geometrica 1 * 2 * 4 * 8 = 64.

Esempi di questo schema sono stati denominati Airplane Game o gioco dell'aeroplano dove i quattro livelli sono etichettati come "capitano", "co-pilota", "equipaggio" e "passeggero". Un altro esempio è stato chiamato "Original Dinner Party"  dove i vari livelli sono etichettati come "dessert", "piatto principale", "contorno" e "antipasto". Una persona "al dolce" è quella in cima allo schema. Tali schemi possono cercare di minimizzare la loro natura piramidale riferendosi a sé stessi come "circoli di donazione" con denaro "donato". Schemi noti come "Women Empowering Women" fa esattamente questo. Qualunque sia comunque l'eufemismo, ci sono 15 persone totali su quattro livelli (1 + 2 + 4 + 8) - con l'Airplane Game come esempio, la persona in cima a questo albero è il "capitano", i due di seguito sono "co-piloti", i quattro sotto sono "crew", e gli otto membri inferiori sono i "passeggeri". Gli otto passeggeri devono pagare ciascuno (oppure "donare") una somma (ad esempio 5 000 $) per potere aderire allo schema. La somma raccolta (40 000 $) va al capitano, che se ne va, con tutti quelli sotto di lui che salgono di un livello. Ora ci sono due nuovi capitani quindi il gruppo si divide in due con ogni gruppo che richiede otto nuovi passeggeri. Una persona che si unisce allo schema come passeggero non vedrà un ritorno fino a quando non avanzerà attraverso i livelli dell'equipaggio e del co-pilota e uscirà dallo schema come capitano. Pertanto, i partecipanti ai tre livelli inferiori della piramide perdono i loro soldi se lo schema crolla.
Al fine di rallentare il crollo del sistema, si potrebbe prevedere che nei primi tre livelli (con una, due e quattro persone) vi siano persone fittizie alle quali vengono assicurati i primi sette pagamenti, arrivando a percepire otto volte la quota di adesione, senza pagare però loro stessi la quota. Quindi, se la quota fosse stata di 5 000 $, avrebbero ricevuto 40 000 $, pagati dai primi otto investitori. Loro potrebbero continuare a comprare sotto i veri investitori, e promuovere e prolungare lo schema il più a lungo possibile prima che comunque crolli.
Anche se il "capitano" è la persona in cima allo schema, dopo aver ricevuto il pagamento dagli otto passeggeri paganti, una volta che questi hanno abbandonato lo schema, sono in grado di rientrare nella piramide come "passeggero" e per raggiungere di nuovo la posizione di capitano devono reclutare nuovi passeggeri, guadagnando così un secondo pagamento.

### Schemi a matrice
Fino a tutti gli anni novanta, era predominante un sistema libero, nel quale ogni persona poteva incrementare il suo gruppo di vendita senza alcun limite. Successivamente si è diffuso un sistema a matrice, dove ogni collaboratore può costruire un gruppo le cui dimensioni massime sono definite contrattualmente. La ragione del cambiamento è l'incremento dei venditori, che di fatto costituisce il problema strutturale e sistemico del marketing "piramidale", arrivando presto a esaurire il numero dei possibili compratori e quindi facendo collassare il sistema.
Gli schemi a matrice usano lo stesso sistema fraudolento non sostenibile di quelli a piramide: i partecipanti pagano per unirsi a una lista di attesa per un prodotto desiderabile, che solo una minima parte di loro potrà ricevere. Poiché gli schemi matrice seguono le stesse leggi della progressione geometrica delle piramidi, sono invariabilmente condannati al collasso. Tali schemi funzionano come una coda, dove la persona a capo della coda riceve un oggetto come un televisore altri beni di consumo quando un certo numero di nuove persone si unisce alla fine della coda. Ad esempio, la condizione affinché si possa ottenere il bene è che almeno altri dieci partecipanti si uniscano alla fila per ricevere il proprio articolo. Ogni partecipante è tenuto a comprare un oggetto costoso ma in realtà privo di valore, come un e-book, per potersi mettere in fila. Il guadagno dell'organizzatore si origina perché l'afflusso di denaro proveniente dalle iscrizioni alla fila supera il costo dell'oggetto consegnato alla persona in cima alla fila. Gli organizzatori possono trarre ulteriori vantaggi inserendo nella fila alcuni nominativi fittizi. Lo schema si interrompe quando nessun'altra persona è disposta a unirsi alla coda. Il sistema inoltre non rivela, oppure esagera, la posizione in attesa di un partecipante e così facendo lo schema diventa sostanzialmente una lotteria. Per quanto sopra in alcuni paesi questi schemi sono illegali.

### Varianti: catene di Sant'Antonio e schema di Ponzi
Le catene di Sant'Antonio sono un tipo di trasferimento di denaro che avviene per mezzi primariamente postali (prima tradizionale e poi anche tramite posta elettronica), ed è individuabile per il fatto che si diffonde per mezzo di un passaparola in gran parte alimentato all'interno delle cerchie di conoscenze. Caratteristiche peculiari sono:
- non esiste alcun ente od organizzazione che controlli la diffusione della catena;
- non esiste un controllo sul traffico monetario che la catena genera;
- non esiste alcun sistema di monitoraggio della propria situazione contabile;
- l'investimento è ad altissimo rischio;
- non esiste alcun controllo fiscale, né tutela legale per eventuali perdite di denaro.

Anche se spesso confusi l'uno con l'altro, gli schemi piramidali e gli schemi di Ponzi sono diversi l'uno dall'altro ma sono collegati nel senso che entrambi sono forme di frode finanziaria. Tuttavia, gli schemi piramidali si basano sul network marketing o multi-level marketing, in cui ogni parte della piramide prende un pezzo della torta cioè dei benefici, inoltrando parte del denaro alla cima della piramide. Falliscono semplicemente perché non ci sono persone sufficienti a mantenere il sistema. Lo schema di Ponzi, d'altra parte, si basa sul principio noto nel mondo anglosassone come "Robbing Peter to pay Paul (rubare a Peter per pagare Paul)" in quanto gli investitori fin dall'inizio ottengono i propri guadagni attraverso i proventi degli investimenti da parte degli investitori successivi. In altre parole, una persona centrale (o entità) nel mezzo prende denaro da una persona, ne tiene una parte per sé e dà il resto agli altri che avevano investito nello schema in precedenza. Alcuni varianti dello schema di Ponzi possono dipendere dal marketing multilivello per renderli popolari, formando così una combinazione dei due sistemi.

### Multi-level marketing
Alcune società di marketing multilivello (MLM) operano come schemi piramidali e i consumatori spesso confondono marketing multilivello legale con schemi piramidali.
La legislazione statunitense stabilisce che il MLM deve avere un prodotto reale da vendere ma anche questo non basta; infatti non tutti i piani di marketing multilivello sono legittimi poiché, se il guadagno perviene sulle vendite al pubblico, allora potrebbe essere un piano di marketing multilivello legittimo, ma se il denaro è in funzione del numero di persone da reclutare e sulle vendite a questi del prodotto, il sistema è illegale in quanto potrebbe essere uno schema piramidale.
Gli schemi piramidali possono camuffare la loro struttura fingendo di basarsi sulla vendita di un prodotto" e in tal modo un sistema di vendita MLM può nascondere uno schema piramidale illegale mascherato da un MLM. Alcuni commentatori sostengono che i MLM in generale non sono altro che schemi piramidali legalizzati.

## Legislazione
Gli schemi piramidali sono illegali in molti paesi o regioni, tra cui Albania, Australia, Austria, Belgio, Brasile, Cina, Colombia, Danimarca, Repubblica Dominicana Estonia, Finlandia, Francia, Germania, Hong Kong, Ungheria, Islanda, India, Iran, Irlanda, Italia, Giappone, Malaysia, Maldive, Messico, Nepal, Paesi Bassi Nuova Zelanda, Norvegia, Perù, Filippine, Polonia, Portogallo, Romania, Federazione russa, Serbia, Sudafrica, Spagna, Sri Lanka, Svezia, Svizzera, Taiwan, Thailandia, Turchia, Ucraina, Regno Unito e Stati Uniti d'America.

### Stati Uniti
Gli schemi piramidali, detti anche frodi in franchising (franchise fraud) o schemi di rinvio a catena (chain referral schemes), sono frodi di marketing e di investimento in cui a un individuo viene offerta una distribuzione o un franchising per commercializzare un particolare prodotto. Il vero profitto è guadagnato non dalla vendita del prodotto, ma dalla vendita di nuove distribuzioni. L'enfasi sulla vendita di franchising piuttosto che sul prodotto porta infine a un punto in cui l'offerta di potenziali investitori si esaurisce e la piramide collassa.

### Italia
Le vendite piramidali in Italia sono illegali. Il divieto, riferito sia alle catene di Sant'Antonio che alle vendite piramidali, è contenuto nell'art. 5 della L. 173 del 2005. La Corte di cassazione, con una successiva pronuncia (n. 37049 del 2012), ha precisato che deve ritenersi irrilevante l'eventuale volontà del soggetto di essere reclutato nella rete, stante il silenzio della normativa. La volontaria adesione non configura quindi fattore di esonero dalla sussunzione, ovvero dal rientrare nella fattispecie vietata.

## Casi notevoli
- Negli Stati Uniti nel 2003, la Federal Trade Commission (FTC) ha divulgato la notizia di quella che venne definita una "piramide truffa" basata su Internet. La sua denuncia affermava che i clienti avrebbero pagato una quota di iscrizione per aderire a un programma chiamato "internet mall" per acquistare un pacchetto di beni e servizi come la posta elettronica e che la società offriva commissioni significative ai consumatori che acquistavano e rivendevano il pacchetto. La FTC sosteneva che il programma della compagnia era in realtà uno schema piramidale che forniva materiale agli affiliati che permetteva loro di truffare gli altri.[52]
- In Irlanda nel 2006, si sono rilevati vari casi. Ai partecipanti è stato chiesto di contribuire con 20 000 € ciascuno a uno schema definito "Liberty" basato sul classico sistema a otto palle. I pagamenti vennero fatti a Monaco, in Germania, per evitare le leggi irlandesi sulle donazioni. Altri schemi simili, denominati "Speedball" e "People in Profit" hanno portato a ripensare la legislazione esistente[53]. Inoltre il governo irlandese ha finanziato un sito web per educare meglio i consumatori contro gli schemi piramidali e altre truffe.[54]
- Nel Regno Unito nel 2008 e nel 2009, uno schema piramidale da 21 milioni di sterline, denominato"'Give and Take" produsse almeno 10 000 vittime in Inghilterra e nel Galles. Le persone a capo dello schema vennero processate e condannate al carcere e al pagamento di un risarcimento di 500 000 £ nel 2015.[55]
- Nell'agosto del 2015, la FTC ha intentato una causa contro la Vemma Nutrition Company, produttrice di un integratore alimentare accusata di gestire uno schema piramidale. Nel dicembre del 2016, la Vemma ha accettato un accordo da 238 milioni di dollari con la FTC.[56][57]
- BurnLounge, Inc. fu un sistema multi-level marketing online fondato nel 2004 a New York. Nel 2006 la società aveva registrato 30 000 membri che usavano il sito per vendere musica attraverso la sua rete. Nel 2007 la società è stata citata in giudizio dalla Federal Trade Commission per essere uno schema piramidale illegale. La società ha perso la causa nel 2012 e ha perso l'appello nel giugno del 2014. Nel giugno del 2015, la FTC ha iniziato a restituire 1,9 milioni di dollari a persone che avevano perso denaro nel programma.[58]
- Nel corso del 2010 e del 2011 un certo numero di autorità in tutto il mondo, tra cui Australian Competition and Consumer Commission, the Bank of Namibia and the Central Bank of Lesotho hanno dichiarato che TVI Express era uno schema piramidale. TVI Express, gestito da Tarun Trikha dall'India, ha apparentemente reclutato centinaia di migliaia di "investitori", molti dei quali hanno recuperato parte del loro investimento.[59][60][61][62][63] Nel 2013, Tarun Trikha è stato arrestato all'Aeroporto Internazionale di Delhi.[64]
- La società svizzera Lyoness ha dei procedimenti aperti in vari paesi, tra cui l'Italia, poiché sospettata di seguire marketing piramidale.